# ابزار بسته‌بندی پیشرفته
ابزار بسته‌بندی پیشرفته (اپت) (به انگلیسی: Apt: Advanced Packaging Tool) یکی از برنامه‌های مدیریت بسته در سیستم‌عامل‌های گنو/لینوکس دبیان می‌باشد. هدف از ایجاد این نرم‌افزار جستجو، نصب و مدیریت آسان بسته‌های نرم‌افزار بر روی این توزیع لینوکس است. اپت از چند کتابخانهٔ تشکیل شده‌است، که مهم‌ترین آن‌ها apt-get و apt-cache هستند. البته از دبین ۳٫۱ پیشنهاد شده‌است که کاربران از آپتیتود در محیط ترمینال استفاده کنند.
اپت در اپن سولاریس نیز مورد استفاده قرار می‌گیرد. در عین حال امکان وارد کردن آن به مک اواس هم از طریق بستهٔ نرم‌افزاری فینک وجود دارد. از روی ایدهٔ اپت-گت نرم‌افزار وین-گت طراحی شده‌است که شبیه به اپت اما روی سیستم‌عامل‌های مایکروسافت ویندوز کار می‌کند.

## طرز کار
در  ‎ /etc/apt/sources.list آدرس مخازن نرم‌افزار قرار گرفته‌اند. این منابع می‌توانند سی‌دی، دی‌وی‌دی، فایل تحت شبکه یا پوشه‌های اف‌تی‌پی یا اچ‌تی‌تی‌پی باشند. اگر بسته‌ای در پوشه‌ها یا دیسک سخت موجود باشد خودکار دریافت شده و نصب می‌گردد.
تمامی بسته‌ها با فرمت دب (قالب پرونده) می‌باشند و پیش‌نیازها به صورت خودکار شناسایی شده‌اند، برای همین ممکن است در هنگام نصب برنامه‌ای کتابخانه‌های مورد نیاز هم دریافت و نصب گردند. نرم‌افزار اپت از روی دی‌پی‌کی‌جی کار می‌کند.